# Pêche au cyanure
Pour un article plus général, voir Pêche au poison.

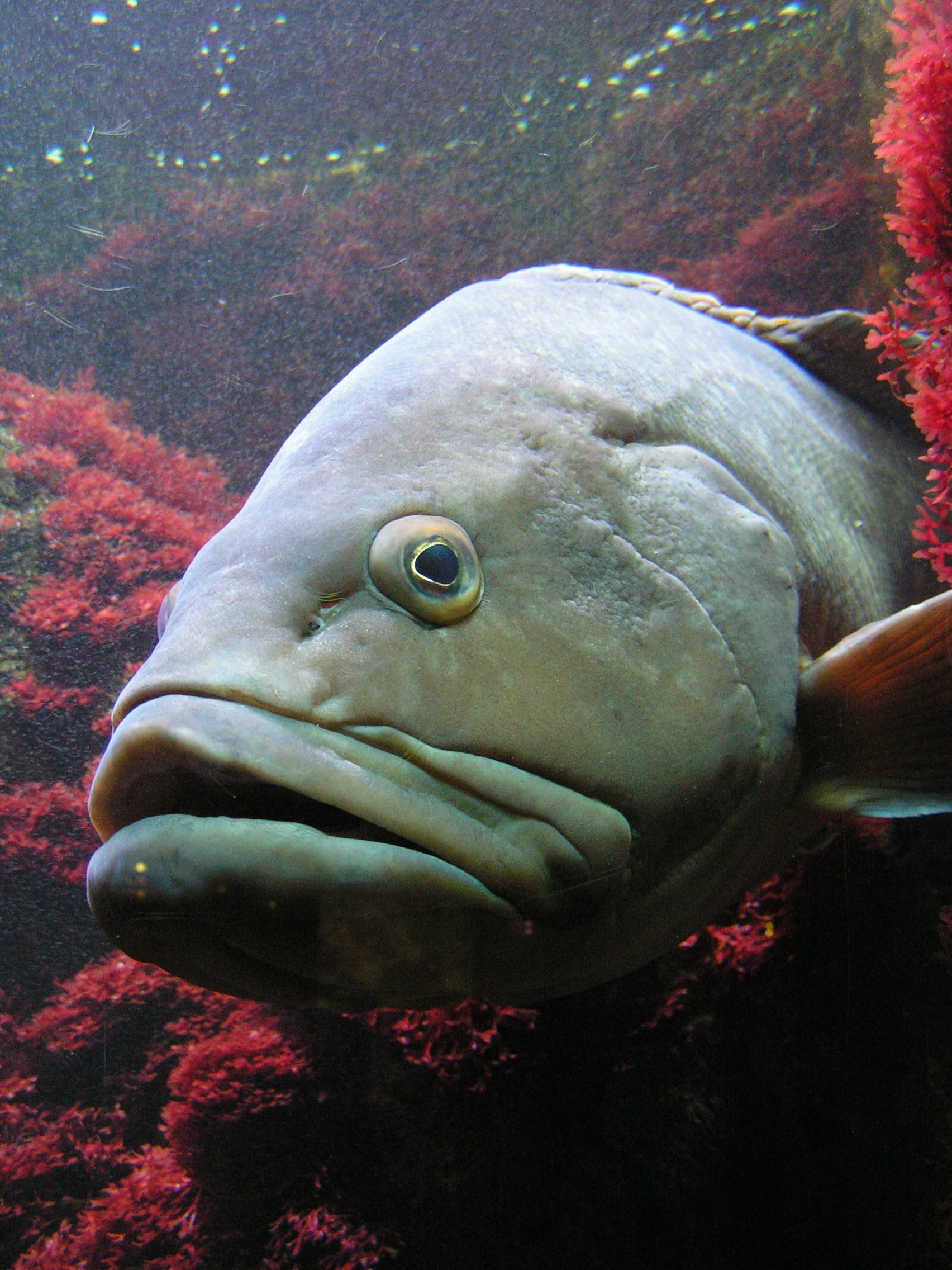
Cette photo a été pris le 30 juin 2007 dans le zoo de Wilhelma (Stuttgart) par BuzzWoof. Ce poisson est un Mérou Brun.

La pêche au cyanure est une méthode de pêche de poissons vivants utilisée principalement pour les poissons d'aquarium. Elle consiste à pulvériser un mélange de cyanure de sodium dans l'eau afin d'étourdir les poissons s'y trouvant. Cette pratique nuit non seulement à la population cible, mais également à de nombreux autres organismes marins exposés tels que le corail.

## Histoire et géographie
La pêche au cyanure est pratiquée principalement dans les régions de pêche en eau salée d'Asie du Sud-Est. Étant donné que la pratique n'a jamais été largement diffusée ou approuvée officiellement, ses origines sont incertaines, mais elle pourrait être apparue dans les années 1950 aux Philippines. La pratique a ultérieurement été adoptée par certains établissements de pêche en d'autres endroits, comme l'Indonésie, la Thaïlande, les Maldives et Taiwan. La pêche au cyanure a été initialement développée pour étourdir et capturer les poissons pour les aquariums et les collectionneurs, mais elle a rapidement été utilisée pour attraper des poissons destinés à l'alimentation. Elle est illégale dans de nombreux pays où elle est pratiquée, les lois la régulant étant souvent peu appliquées. Le mérou, le napoléon et la saumonée léopard font partie des espèces de poissons les plus souvent capturées par la pêche au cyanure.
Le World Resources Institute a déterminé qu'environ 20 % des poissons vivants commercialisés sur le marché philippin en 1996 étaient capturés au cyanure. En supposant que cela reflète la pratique de l'Asie du Sud-Est dans son ensemble, l'ingénieur en environnement David Dzombak estime que 12 000 à 14 000 tonnes de poissons vivants sont capturées chaque année en utilisant cette méthode.
Des poissons de récif coralliens colorés, particulièrement esthétiques et rares, sont emballés dans des sacs en plastique ; jusqu'à deux tiers de ces poissons meurent pendant le transport. Les estimations suggèrent que 70 à 90 % des poissons d'aquarium exportés des Philippines sont capturés avec du cyanure,,. Le stress dû à la manipulation et aux effets du cyanure, réduit la durée de vie des poissons dans les aquariums. Cela incite les propriétaires expérimentés de certains aquarium à accepter de payer plus cher pour des poissons capturés au filet qui ont un taux de survie plus élevé. Ces mêmes propriétaires affirment qu'ils ne feraient pas confiance à un système d'étiquetage écologique, qui pourrait être trompeur.[réf. nécessaire]
Cette méthode de pêche illégale est motivée notamment par la demande croissante de poissons vivants par les restaurants haut de gamme des grandes villes, en particulier dans les pays riches et voisins, qui paient des prix de plus en plus élevés. Les salaires extrêmement bas des pêcheurs dans les zones reculées et sous-développées, où il n'y a pas d'autres sources de revenus, les incitent à risquer leur santé et d'éventuelles poursuites judiciaires.

## Méthode
Les pêcheurs plongent dans la mer généralement sans aide respiratoire artificielle, bien que certains utilisent un appareillage très dangereux (typiquement un tuyau d'arrosage alimenté en surface par un compresseur d'air couramment utilisé pour alimenter les marteaux-piqueurs). Lorsqu'ils atteignent les récifs coralliens, ils pulvérisent le poison après quoi les poissons sont collectés. Les poissons comestibles, dont un certain nombre sont vendus pour la consommation générale, sont d'abord placés pendant dix à quatorze jours dans de l'eau propre pour les « rincer ». Des études récentes ont montré que la combinaison de l'utilisation du cyanure et du stress de la manipulation après capture entraîne un mortalité allant jusqu'à 75 % des organismes dans les 48 heures après la capture. Un grand nombre de poissons doit donc être capturé afin de compenser cette mortalité d'après capture.
Des cas ont été signalés de pêcheurs déversant des fûts de cyanure concentré dans des endroits où la pêche est difficile ou bien durant des périodes économiques difficiles. Ces concentrations élevées tuent normalement la majeure partie des captures, mais dans ce cas, l'objectif n'est plus de capturer des poissons vivants, mais de capturer la plus grande quantité possible.